# Maiwand Kabul FC
El Maiwand Kabul FC (en persa: باشگاه ورزشی میوند‎) es un equipo de fútbol de Afganistán que actualmente se encuentra inactivo.

## Historia
Fue fundado en el año 1969 en la capital Kabul con el nombre Nowbahar FC por Muhammad Kabir Turkmany, hasta que en 1976 lo cambiaron por Maiwand Juice por razones de patrocinio. Más tarde se afilió a la Maiwand SC como su sección de fútbol.
El club fue uno de los que tuvo más participaciones en la desaparecida Liga Premier de Kabul, aunque solo fue campeón de la liga en una ocasión en la temporada 1997/98.
El club se mantuvo activo en la liga hasta que ésta dejó de existir en el año 2013 cuando se decidió darle más apoyo a la Liga Premier de Afganistán.

## Palmarés
- Liga Premier de Kabul: 1

1997/98

## Entrenadores

### Entrenadores destacados
- Atiq Ullah Bakhshi (2004)